# Псалом 133
Псалом 133 (у масоретській нумерації — 134-й псалом) — 133 псалом із Книги Псалмів. Псалом є останньою з п'ятнадцяти «Висхідних пісень» («Shir Hama'alot») і однією з трьох «Пісень сходження», які складаються тільки з трьох віршів.
Псалом є регулярною частиною єврейських, католицьких та протестантських літургій. Він був часто покладений на музику та парафразований у гімн. Короткий псалом є частиною щоденних Богослужінь повечір'я, для яких латинською мовою були написані твори такими композиторами як Томас Луїс де Вікторія та Орландо ді Лассо. Псалом часто використовується в англіканській вечірній молитві у обробках Джона Доуленда, Бенджаміна Роджерса та інших композиторів.

## Текст
| Вірш | Гебрейська мова                                                      | Давньогрецька мова (Септуаґінта)                                                                                                  | Латинська мова (Вульгата)                                                                                               | Українська мова (Переклад Хоменка)                                                                   |
| ---- | -------------------------------------------------------------------- | --- | --- | --- |
| 1    | שִׁיר, הַמַּעֲלוֹת:הִנֵּה בָּרְכוּ אֶת-יְהוָה, כָּל-עַבְדֵי יְהוָה--הָעֹמְדִים בְּבֵית-יְהוָה, בַּלֵּילוֹת | ᾿Οιδὴ τῶν ἀναβαθμῶν. ᾿Ιδοὺ δὴ εὐλογεῖτε τὸν κύριον, πάντες οἱ δοῦλοι κυρίου οἱ ἑστῶτες ἐν οἴκῳ κυρίου, ἐν αὐλαῖς οἴκου θεοῦ ἡμῶν. | [Canticum graduum] Ecce nunc benedicite Dominum omnes servi Domini qui statis in domo Domini in atriis domus Dei nostri | Висхідна пісня. Нумо! Благословіте Господа, усі Господні слуги, що по ночах стоїте у Господнім домі. |
| 2    | שְׂאוּ-יְדֵכֶם קֹדֶשׁ; וּבָרְכוּ, אֶת-יְהוָה                                         | ἐν ταῖς νυξὶν ἐπάρατε τὰς χεῖρας ὑμῶν εἰς τὰ ἅγια καὶ εὐλογεῖτε τὸν κύριον.                                                       | In noctibus extollite manus vestras in sancta et benedicite Domino                                                      | Піднесіть руки ваші до святині і благословіте Господа!                                               |
| 3    | יְבָרֶכְךָ יְהוָה, מִצִּיּוֹן: עֹשֵׂה, שָׁמַיִם וָאָרֶץ                                    | εὐλογήσει σε κύριος ἐκ Σιων ὁ ποιήσας τὸν οὐρανὸν καὶ τὴν γῆν.                                                                    | Benedicat te Dominus ex Sion qui fecit caelum et terram                                                                 | Нехай благословить тебе Господь із Сіону, він, що створив небо й землю.                              |

## Літургійне використання

### Юдаїзм
Псалом 133 читають після обідньої молитви шабату між святом суккот і «Shabbat Hagadol» (шабат перед Песахом). Псалом читають повністю перед початком вивчення тори.
Перший і другий вірші є частиною молитви Селіхот.

### Католицька церква
Так як псалом згадує слово «ніч», то він увійшов до обряду Бенедиктинців під час щоденних вечірніх молитов Повечір’я.

### Англіканська церква
Книга загальних молитов вміщує переклад чотирьох віршів псалому.
У Церкві Ірландії й інших церквах Англіканського співтовариства цей псалом входить до списку біблійних пісень як «Ecce Nunc».

## Використання у музиці
Серед гімнів, які написані на основі псалому 133, належить твір Арло Д. Дуба «Come, all you servants of the Lord», написаний у 1984 році.
Томас Луїс де Вікторія поклав на музику псалом латинською мовою «Ecce nunc benedicite» для двох хорів. Фламандський композитор Орландо ді Лассо написав мотет «Ecce nunc benedicite Dominum» на сім голосів а капела, використовуючи широкий діапазон від низького баса до високого сопрано.
Джон Доуленд написав аранжування англійською мовою «Behold and have regard» до збірки «The Whole Booke of Psalmes» з творами десятьох композиторів, яка була видана у 1592 році Томасом Есте. У XVII столітті Бенджамін Роджерс написав версію для англійської Книги загальних молитов — «Behold, now praise the Lord» для акапельного хору. Малколм Гілл написав твір «Meditation on Psalm 134» для змішаного хору та органу у 1966 році.
Німецькі композитори поклали на музику такі твори:
- Маттіас Йоріссен: «Lobt Gott, den Herrn der Herrlichkeit» (EG 300)
- Корнеліс Боскооп: «Wilt dancken loven Gods naem vol eren»
- Гайнц Вернер Ціммерманн: Псалом 133 (англійською мовою) для чоловічого хору, арфи та органу (1974).

Французький композитор Мішель-Річард де Лаланде написав мотет «Ecce nunc benedicte (S.8)» у 1683 році, коли він став придворним музикантом Людовика XIV, пишучи твори для Богослужінь у Каплицях Версаля. 